# Навуходоносор (корабель)
Навуходоносор (англ. Nebuchadnezzar) — у фільмі «Матриця» металевий корабель XXI століття на електростатичній подушці, призначений для переміщення каналізацією і підключення до віртуального середовища («Матриця»), що імітує XX століття. Названий на честь вавилонського царя Навуходоносора II. Озброєний електромагнітним випромінювачем, який, однак, рідко використовується, оскільки електромагнітні імпульси випромінювача виводить з ладу всю електроніку включену в найближчій окрузі, включаючи системи самого корабля, через що перед використанням випромінювача «Навуходоносор» повинен приземлитися. Головна небезпека для корабля — мисливці роботи-спрути, від яких «Навуходоносор» ховається, відключаючи максимальну кількість систем, що використовують електрику.
Складається з декількох відсіків: приладно-руховий відсік, кабіна управління («місток»), кухня, відсік підключення до Матриці, каюти членів екіпажу.
Номер машини, на якій Триніті, Морфеус і Майстер Ключів рятуються від погоні Близнюків у фільмі «Матриця: Перезавантаження» — DA203 — мабуть, означає цитату Книги пророка Даниїла: «І сказав їм цар: Снився мені, і занепокоївся дух мій, щоб пізнати той сон» Дан. 2:3. «Цар» в даному випадку — правитель Вавилону Навуходоносор. Швидше за все цитата передбачає епітафію, яку Морфеус вимовляє пізніше, під час загибелі свого корабля. Епітафія Морфеуса, мабуть, є вірша тієї ж книги, який звучить так: «У другій рік царювання Навуходоносора приснилися Навуходоносорові сни, і занепокоївся дух його, і сон утік від нього» Дан. 2:1.

## Екіпаж корабля
- Морфеус — капітан
- Триніті — старший офіцер
- Апок — майстер підключення
- Сайфер — кодер
- Тенк — оператор
- Дозер — технік і кок
- Маус — програміст
- Світч